# Amastus ergana
Amastus ergana là một loài bướm đêm thuộc phân họ Arctiinae, họ Erebidae.